# Liebe ist für alle da
Liebe ist für alle da (často zkráceně LIFAD; v překladu Láska je tu pro všechny) je šesté album německé skupiny Rammstein, následovalo 4 roky po předchozím albu Rosenrot a v Evropské unii bylo vydáno 16. října 2009, v USA 20. října.
Album obsahuje (stejně jako všech 5 předchozích alb) 11 písní. 18. září 2009 byl vydán první singl, „Pussy“, obsahující i skladbu "Rammlied".

## Seznam skladeb
| Pořadí | Název                 | Délka |
| ------ | --------------------- | ----- |
| 1.     | Rammlied              | 5:19  |
| 2.     | Ich tu dir weh        | 5:02  |
| 3.     | Waidmanns Heil        | 3:33  |
| 4.     | Haifisch              | 3:45  |
| 5.     | B********             | 4:15  |
| 6.     | Frühling in Paris     | 4:45  |
| 7.     | Wiener Blut           | 3:53  |
| 8.     | Pussy                 | 3:57  |
| 9.     | Liebe ist für alle da | 3:26  |
| 10.    | Mehr                  | 4:09  |
| 11.    | Roter Sand            | 3:59  |

*Ich tu dir weh je v cenzurované verzi alba odstraněna
Bonusové skladby na deluxe edici:
1. "Führe mich" ("Veď mě") - (4:34)
2. "Donaukinder" ("Dunajské děti") - (5:18)
3. "Halt" ("Stůj") - (4:20)
4. "Roter Sand" - (Orchestrální verze) (4:06)
5. "Liese" ("Líza") - (3:56)

## Singly
- "Pussy"
- "Ich tu dir weh"
- "Haifisch"

## Sestava
Rammstein
- Till Lindemann – zpěv
- Richard Z. Kruspe – kytara, doprovodné vokály
- Paul Landers – kytara, doprovodné vokály
- Oliver Riedel – baskytara
- Christoph Schneider – bicí
- Christian Lorenz – klávesy

Produkce
- Produkční Jacob Hellner